# 6e Montessorischool Anne Frank

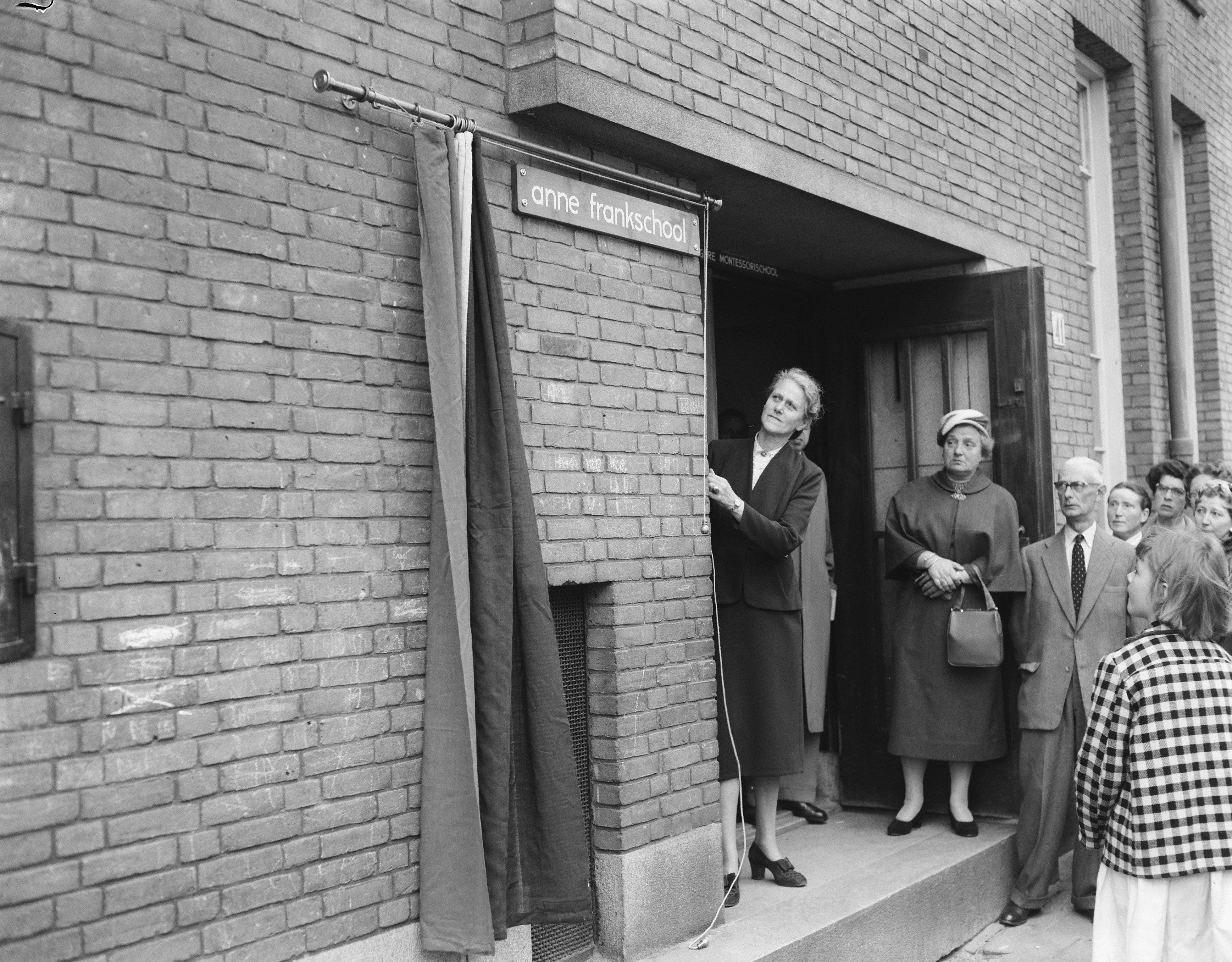
Officiële hernoeming tot Anne Frankschool in 1957

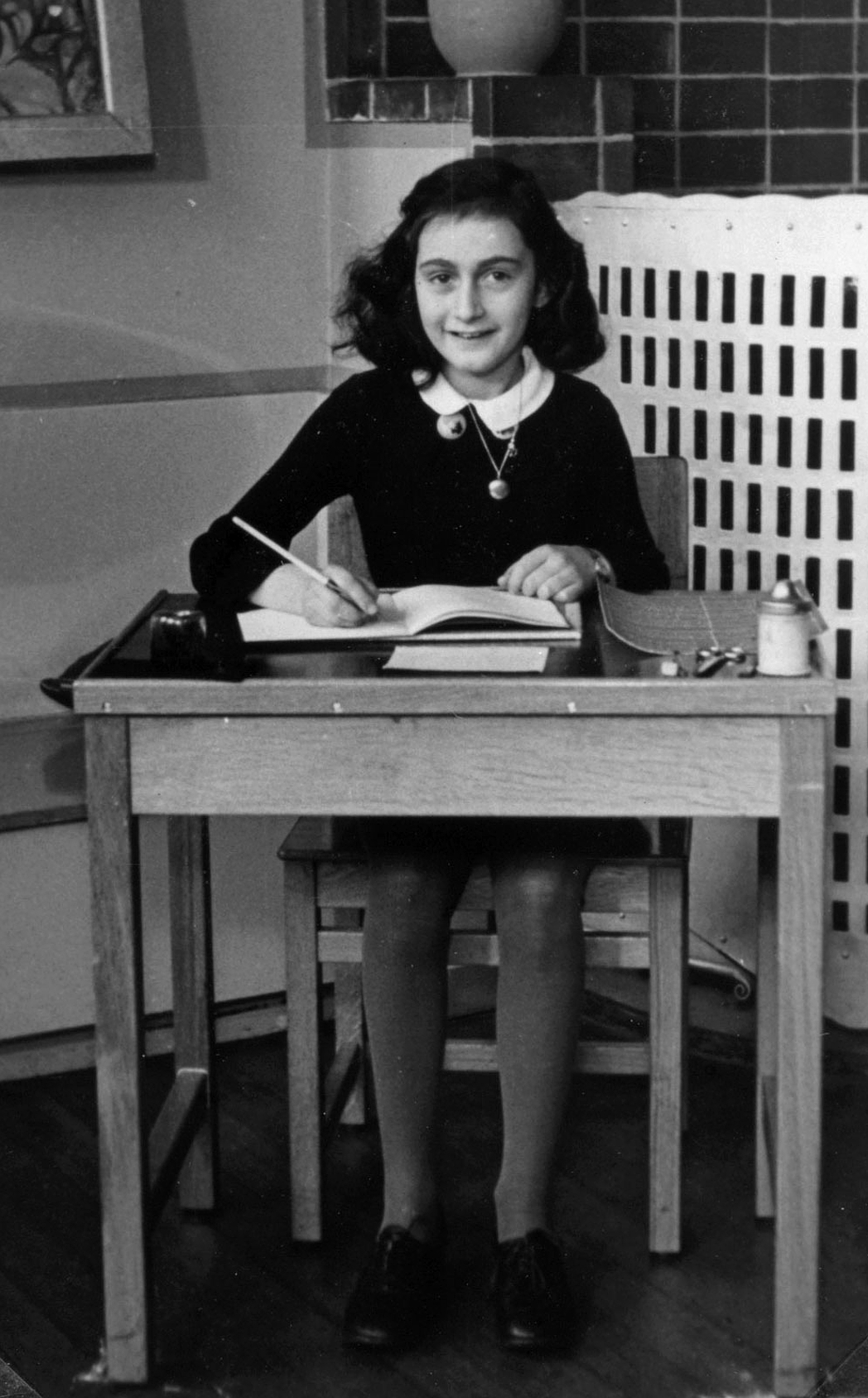
Anne Frank in 1940 op de 6e Montessorischool

De 6e Montessorischool Anne Frank (kort Anne Frankschool) is een openbare Montessori-basisschool in de Amsterdamse Rivierenbuurt. De school is in 1933 opgericht als zesde school in Amsterdam volgens de onderwijsmethodiek van Maria Montessori.
Anne Frank kwam vanaf april 1934 op de kleuterschool. In haar klas zaten ook leerlingen die net als Anne Frank met hun familie uitgeweken waren uit nazi Duitsland omdat ze Joods waren. Maar de meeste kinderen kenden elkaars achtergrond niet; het speelde geen enkele rol. Dat veranderde tijdens de bezettingsjaren toen de een na de andere anti-Joodse maatregel werd uitgevaardigd. Na de zomervakantie van 1941 moesten de 151 Joodse leerlingen op last van de Duitse bezetter de school verlaten om onderwijs te volgen op een Joodse school. Ook Anne Frank verliet in 1941 de lagere school en vervolgde haar onderwijs op het Joods Lyceum

## Monumenten
In 1957, tien jaar na de eerste Nederlandse uitgave van het dagboek van Anne Frank, werd de school een monument en vernoemd naar Anne Frank. Na een oproep van het Anne Frankcomité aan de gemeente in 1956 voor een herinnering aan Anne Frank werd besloten de naam officieel te wijzigen.
Kunstenaar Harry Visser maakte in 1983 een muurschildering met fragmenten uit het dagboek van Anne Frank op de gevel van de school. In 1995 is de school verbouwd. Hierbij zijn de lokalen op de begane grond zoveel mogelijk in originele staat gehouden. Het laatste lokaal heeft ook nog een originele kachel. Dit was een van de lokalen waar Anne Frank les heeft gehad. In de school bevindt zich een herinneringsplaquette ter herinnering aan de 130 weggevoerde en vermoorde Joodse kinderen van de school.